# Oltványi Gáspár
Oltványi Gáspár (Szeged, 1844. január 5. – Budapest, 1904. június 25.) római katolikus lelkipásztor, Oltványi Pál prépost testvéröccse.

## Életútja
1866, július 20-án áldozópappá szenteltetett. Segédlelkész volt öt évig Bogároson (Torontál megye), Csákován (Temes megye), Eleméren, Hidegkúton, Dettán, Nagyszentmiklóson; 1871-1882-ig Földeákon adminisztrátor, azután Kubinban (Temes megye), Glogon (Torontál megye) és Oppován hasonló minőségben hét évig működött. 1891-ben apácai (Csanád megye) lelkésszé neveztetett ki, ahol 1897-ben súlyos betegsége miatt nyugalomba vonult és később Budapesten élt.
Költeményei, ódái a Magyar Államban (1903), ennek melléklapjában, a Szépirodalmi Kertben, és az Alkotmányban jelentek meg; álnév alatt a Bolond Istókban, Herkó Páterben s a spanyol Herko Pater c. humorisztikus lapokban is jelentek meg dolgozatai.

## Művei
- Oda don Pedro Calderon de la Barca tiszteletére. Bécs, 1881. (A lissaboni akadémia által hirdetett nemzetközi pályázaton nagy arany érmet nyert).
- A nagy lutri, vagy az igérvényjáték. Budapest, 1889. (Népiratkák 19. 2. kiadás).
- Az árvák atyja. Budapest, 1889. (2. kiadás Budapest, 1893. Népiratkák 23.).
- A pórul járt irigy. Budapest, 1889. (Népiratkák 24. 2. kiadás).